# Léon und Louise
Léon und Louise ist ein im Februar 2011 erschienener Roman des Schweizer Schriftstellers Alex Capus.

## Inhalt
Zu Beginn des Romans im Jahr 1986 liegt Léon le Gall, der Großvater des Ich-Erzählers, aufgebahrt in der Kathedrale Notre-Dame de Paris, die Familie hat in den Kirchenbänken Platz genommen. Da erscheint eine zierliche alte Dame, beugt sich über den Sarg, küsst den Toten auf die Stirn und legt ihre Wange an seine, wobei ihre Lippen sich zu einem lautlosen Lachen öffnen. Dann entnimmt sie ihrer Handtasche eine Fahrradklingel, lässt sie zweimal schellen und legt sie in den Sarg. Schließlich schenkt sie der erstaunten Familie ein sieghaftes Lächeln und verschwindet. Diese Frau ist Louise, jahrzehntelang die Geliebte und die große Liebe Léons.
Der Roman springt nun zum Beginn ihrer Beziehung zurück. Beide, Léon und Louise, werden 1918 durch die die Wirren des Ersten Weltkriegs in das beschauliche Normandie-Städtchen St.-Luc-sur-Marne verschlagen, Léon als Morseassistent des Bahnhofsvorstehers und Louise als Gehilfin des Bürgermeisters. Dort lernen sich die beiden siebzehnjährigen Protagonisten kennen und verlieben sich ineinander. Der liebenswert-phlegmatische Léon und die selbstbewusste Louise verleben ein gemeinsames Wochenende am Strand der Hafenstadt Le Tréport, das ihr Leben fortan in die Zeit vor und nach Le Tréport unterteilt (S. 79). Auf dem Rückweg geraten sie nämlich in einen Fliegerangriff. Sie werden schwer verletzt voneinander getrennt, und beide halten den jeweils andern für tot. Erst zehn Jahre später treffen sie sich zufällig in Paris wieder. Sie sehen sich durch die Fenster zweier Metrobahnen, die in entgegengesetzte Richtungen davonfahren. Léon, der in den vergangenen zehn Jahren jeden Tag an Louise gedacht hat, ist inzwischen mit Yvonne verheiratet und hat einen Sohn. Es gelingt ihm, Louise zu finden, und die beiden verbringen eine weitere leidenschaftliche Nacht miteinander, vereinbaren jedoch, sich in Zukunft nicht wiederzusehen.
Darüber beginnt der Zweite Weltkrieg und die deutschen Soldaten marschieren in Paris ein. Das Gold der Banque de France wird nach Afrika in Sicherheit gebracht, Louise begleitet diesen Transport als Sekretärin und verbringt die Kriegsjahre im Senegal. Léon und seine Familie erleben die deutsche Besatzung in Paris. Léon geht weiter seiner Tätigkeit als Polizeichemiker nach, wird jedoch vom deutschen Chef der Sicherheitspolizei, SS-Hauptsturmführer Knochen, drangsaliert. Durch kleine Sabotageakte versucht er vergebens, Widerstand zu leisten.
Die große Distanz zwischen ihnen ermutigt Louise, sich mit Léon in Verbindung zu setzen. Aus Afrika schreibt sie ihm drei lange Briefe. Nach Kriegsende und ihrer Rückkehr nach Paris treffen sich Léon und Louise wieder. Auf einem Boot, das Léon gehört, können sie sich, geduldet von Yvonne, regelmäßig sehen. Doch das Boot bleibt immer fest vertäut an seinem Liegeplatz. Im Verlauf der Geschichte bekommen Yvonne und Léon vier weitere Kinder. Erst nach Yvonnes Tod fahren Léon und Louise, nun beide 62 Jahre alt, gemeinsam aufs Meer hinaus.

## Bemerkungen
Alex Capus verbindet in seinen Romanen und Erzählungen penibel recherchierte historische Fakten mit fiktiven Erzählsträngen. Bei der Konzeption des Romans Léon und Louise hat er sich u. a. an der Lebensgeschichte seines Großvaters orientiert, bei dem er die ersten fünf Jahre seines Lebens verbracht hat. Dieser war Polizeichemiker am Pariser Quai des Orfèvres und wohnte wie Léon in der Rue des Ecoles. Zudem basiert auch die Geliebte und die Anfangsszene, in der die Familie die Geliebte zum ersten Mal sieht, auf dem Leben von Alex Capus’ Großvater.
Die Liebesgeschichte ist jedoch die Erfindung des Autors. Ihm war es wichtig, die Schilderung dieser Beziehung in einen größeren Zusammenhang und historische Ereignisse einzuordnen, da Liebe aus seiner Sicht eine Tätigkeit ist, „die man ausübt in aktiver Auseinandersetzung mit seiner Umwelt, mit der Gesellschaft, in der man lebt, mit Mensch und Tier, und Justiz und Polizei, und Militär, und Krieg und Frieden“. Dabei beschreibt er die historischen Ereignisse nicht aus der Vogelperspektive des allwissenden Erzählers, sondern aus dem Erleben der im Roman handelnden Personen heraus, aus der Froschperspektive.

## Kritik
Der Roman wurde von der Kritik einhellig positiv aufgenommen. Rose-Maria Gropp von der FAZ beschreibt ihn als „eine wunderschöne Geschichte, deren Kraft in ihrer Sprache liegt, zugleich jedoch in all den Dingen, die nicht in die Sprache gezerrt sind“. Die NZZ lobt die „fabelhaften Charakterzeichnungen“ bei der Schilderung der „ebenso tragischen wie komischen Begebenheiten“ und die Süddeutsche Zeitung schreibt, der Roman wirke „über weite Strecken wie eine Aneinanderreihung von Genreszenen. Dass dabei unter weiträumiger Umschiffung von Kitschklippen lauter heiter-melancholische Déja-vus erzeugt werden, dass die Kombination von Krieg, Liebe und Familienchronik hier weder abgedroschen noch sentimental anmutet, nimmt sehr für den Autor ein.“
Léon und Louise wurde für den Deutschen Buchpreis 2011 nominiert.

## Interpretationsansätze
Es gibt verschiedene Interpretationsansätze zu diesem Buch, wovon auch einige auf Zitaten von Alex Capus basieren. Ein zentraler Gesichtspunkt ist die Wichtigkeit der Beziehung zwischen Léon und Yvonne aus dem einfachen Grund, dass sie schon so lange verheiratet sind. Zudem zeigt das Buch  in mehreren Szenen, dass man seiner Vergangenheit nicht entkommen kann. Vor allem das Wiedersehen von Louise in der Pariser Métro unterstützt diesen Interpretationsansatz. Überdies gibt es Leser, die Yvonne, durch ihre enormen charakterlichen Unterschiede, als Gegenentwurf zu Louise sehen. Sie zu heiraten könnte eine Reaktion von Léon gewesen sein, um den Schmerz um Louises Verlust zu kompensieren.

## Ausgaben
- Gebundene Ausgabe, 2011, Carl Hanser Verlag GmbH & Co. KG, 320 Seiten, ISBN 978-3446236301
- Hörbuch, 2011, der Hörverlag, 6 CDs, (gekürzte Lesung), gelesen von Ulrich Noethen, ISBN 978-3867176989
- Kindle E-Book, 2011, Carl Hanser Verlag GmbH & Co. KG; 422 KB
- Taschenbuch, dtv, 2011 etc., ISBN 978-3423141284
- Hörspiel, 2014, SRF, Bearbeitung: Margret Nonhoff und Lukas Holliger, Musik: Martin Bezzola, Regie: Margret Nonhoff[5]

## Sekundärliteratur
Annette Derksen: Mit Léon und Louise durch die Normandie nach Paris – Ein Literaturreisebegleiter – Auf den Spuren von Alex Capus' Bestseller 2014